# Xysticus nebulo
Xysticus nebulo là một loài nhện trong họ Thomisidae.
Loài này thuộc chi Xysticus. Xysticus nebulo được Eugène Simon miêu tả năm 1909.